# Babina (kopalnia)
Babina – kopalnia węgla brunatnego w Łęknicy w obecnym województwie lubuskim działająca w latach 1921–1973.  Była największym i najdłużej czynnym zakładem wydobywczym w polskiej części wielkiej formacji geomorfologicznej, zwanej Łukiem Mużakowa.

## Historia
Przedsiębiorstwo zostało uruchomione w 1921 r. przez spółkę „Babina Braunkohlenverwertung G.m.b.H, Muskau O.L.”. Oprócz kopalni w jego skład wchodziły również wytwórnia brykietów oraz cegielnia, wykorzystująca iły ceramiczne, pozyskiwane jako kopalina towarzysząca przy wydobyciu węgla brunatnego.
Wydobycie prowadzono początkowo głównie metodą podziemną, później również metodą odkrywkową. Podziemne złoża udostępniano za pomocą upadowych, które schodziły do głębokości 50–60 m poniżej poziomu terenu. W latach międzywojennych czynne były upadowe o oznaczeniach 0, I, II, III i IV. W wyrobiskach podziemnych stosowano obudowę drewnianą. Eksploatacja złóż odbywała się metodą filarową. Urabianie odbywało się ręcznie, za pomocą kilofów i oskardów, a likwidacja wyrobisk – metodą „na zawał”. W latach 20. XX w. wydobycie zmieniało się od 45 do 97 tys. ton rocznie, by w latach 30. wzrosnąć do ok. 225 tys. ton rocznie. Z tego rocznie co najmniej 76 tys. ton przetwarzano na brykiety. Stan załogi przekraczał wówczas nieznacznie 200 pracowników.
Metodą odkrywkową eksploatowano pokłady występujące najpłycej, poprzez zdjęcie skał nadkładu. Największe wyrobiska odkrywkowe przedwojennej kopalni „Babina”, czynne w latach 1935-1940, znajdowały się na północ od drogi Nowe Czaple – Przewoźniki.
W okresie powojennym kopalnia „Babina” zmieniła nazwę na „Kopalnia Przyjaźń Narodów – Szyb Babina”. Kontynuowała ona eksploatację podziemną. W jej skład włączono również przedwojenną kopalnię „Victor”, funkcjonująca od 1898 r. W latach powojennych, w miarę rozpoznawania przebiegu nowych pokładów (w latach 50.), eksploatację odkrywkową intensyfikowano. W roku 1964 uruchomiono eksploatację odkrywkową z wyrobiska „C”, którą kontynuowano do roku 1968. Łączne wydobycie z tego wyrobiska wyniosło ok. 1,1 mln ton. Z uwagi na trudne warunki geologiczno-górnicze, co przekładało się na słabą opłacalność wydobycia, kopalnię zamknięto ostatecznie z końcem roku 1973.

## Współcześnie
Obszar eksploatacji dawnej kopalni „Babina” objęty jest utworzonym w 2001 r. Parkiem Krajobrazowym Łuk Mużakowa. W roku 2009 objął je Krajowy Geopark Łuk Mużakowa, który wraz z analogicznym parkiem po niemieckiej stronie granicy uzyskał w 2015 r. tytuł Światowego Geoparku UNESCO.
Na terenach Parku wytyczona została przez Nadleśnictwo Lipinki ścieżka geoturystyczna „Dawna kopalnia Babina”, która obok rozmaitych formacji i zjawisk geologicznych i morfologicznych Łuku Mużakowa prezentuje ślady dawnej eksploatacji górniczej. Należą do nich m.in. fragmenty brukowanych dróg, trasy kopalnianych kolei wąskotorowych, pozostałości murowanej obudowy wylotów dawnych szybów (w formie upadowych), wykonanej z charakterystycznej dla tego regionu żółtej cegły, hałdy wydobytego nadkładu i zbiorniki wodne, wypełniające dawne wyrobiska powierzchniowe i zapadliska po podziemnej eksploatacji węgla (m.in. zbiornik wyrobiskowy „Afryka”).

## Charakterystyka złóż
Lubuskie złoża węgla brunatnego, do których należą złoża eksploatowane w byłej kopalni "Babina", powstały w okresie miocenu, tj. od 23 do 5 mln. lat temu. W mocno zaburzonych przez działalność lodowców z okresu zlodowacenia południowopolskiego osadach trzeciorzędowych tego rejonu wyróżniono kilka różnowiekowych formacji, zawierających pokłady węgla, oznaczanych jako seria żarska, seria śląsko-łużycka i seria mużakowska. Największe znaczenie przemysłowe miał tzw. II pokład łużycki. Jego grubość wynosiła od 8 do 15 m (średnio 8 m), a wartość opałowa występującego w nim węgla wynosiła 9,2 - 10 MJ/kg. W rejonie najbogatszej odkrywki "C" stwierdzono w latach 50. XX w. zasoby tej kopaliny, wynoszące ponad 2,2 mln ton.